# 伊娃村 (夏威夷州)
伊娃村（英語：Eva Villages）是位於美國夏威夷州檀香山縣的一個人口普查指定地區。

## 地理
伊娃村的座標為21°20′32″N 158°02′30″W / 21.34222°N 158.04167°W，而該地最高點為海拔高度18米（即59英尺）。

## 人口
根據2010年美國人口普查的數據，伊娃村的面積為2.90平方千米，均為陸地。當地共有人口6108人，而人口密度約為每平方千米2100人。